# Origan du Comtat

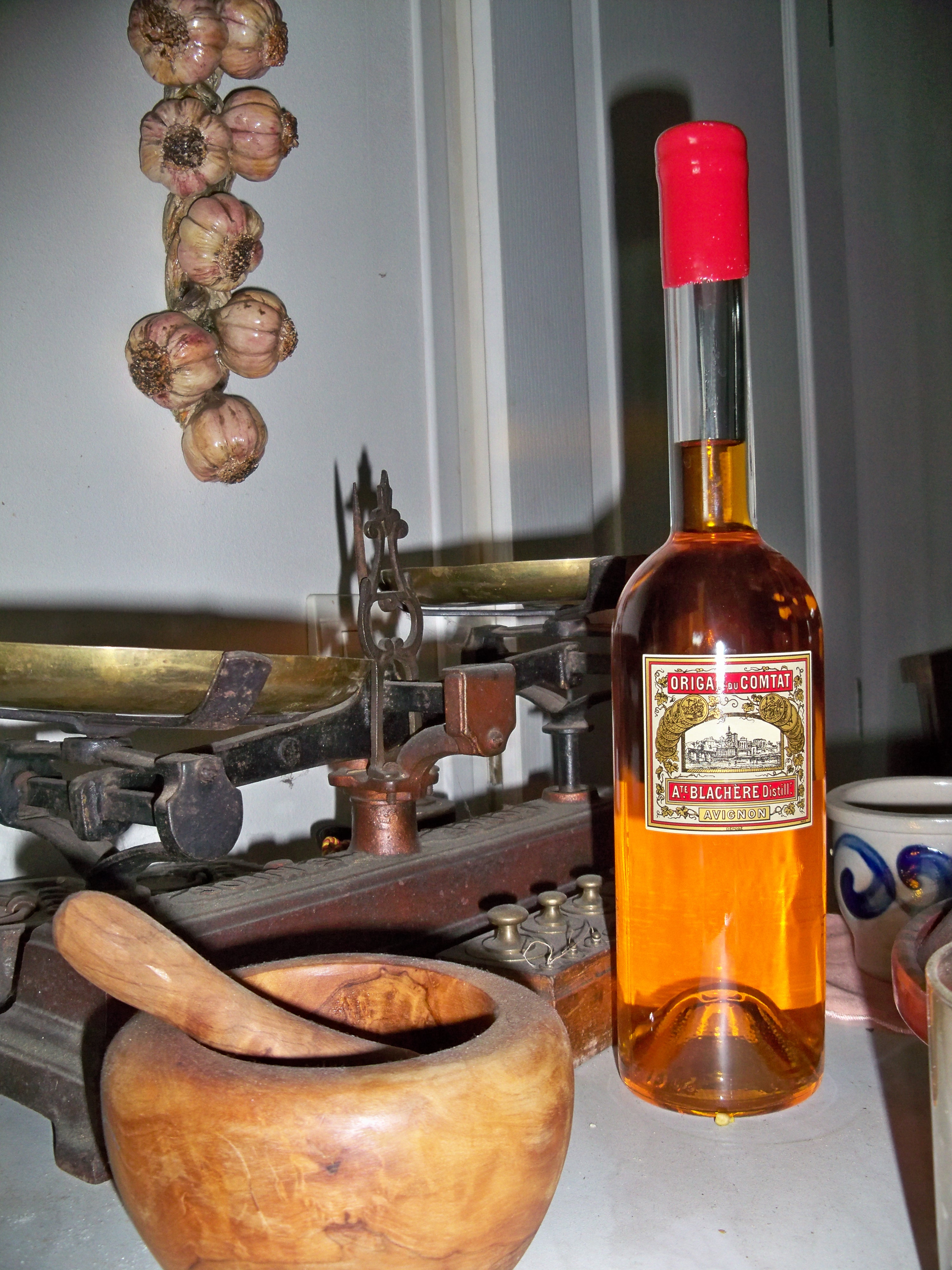
Bouteille d'origan du Comtat.

L'origan du Comtat, est une liqueur du Comtat Venaissin, produite à base de marjolaine.  

## Historique

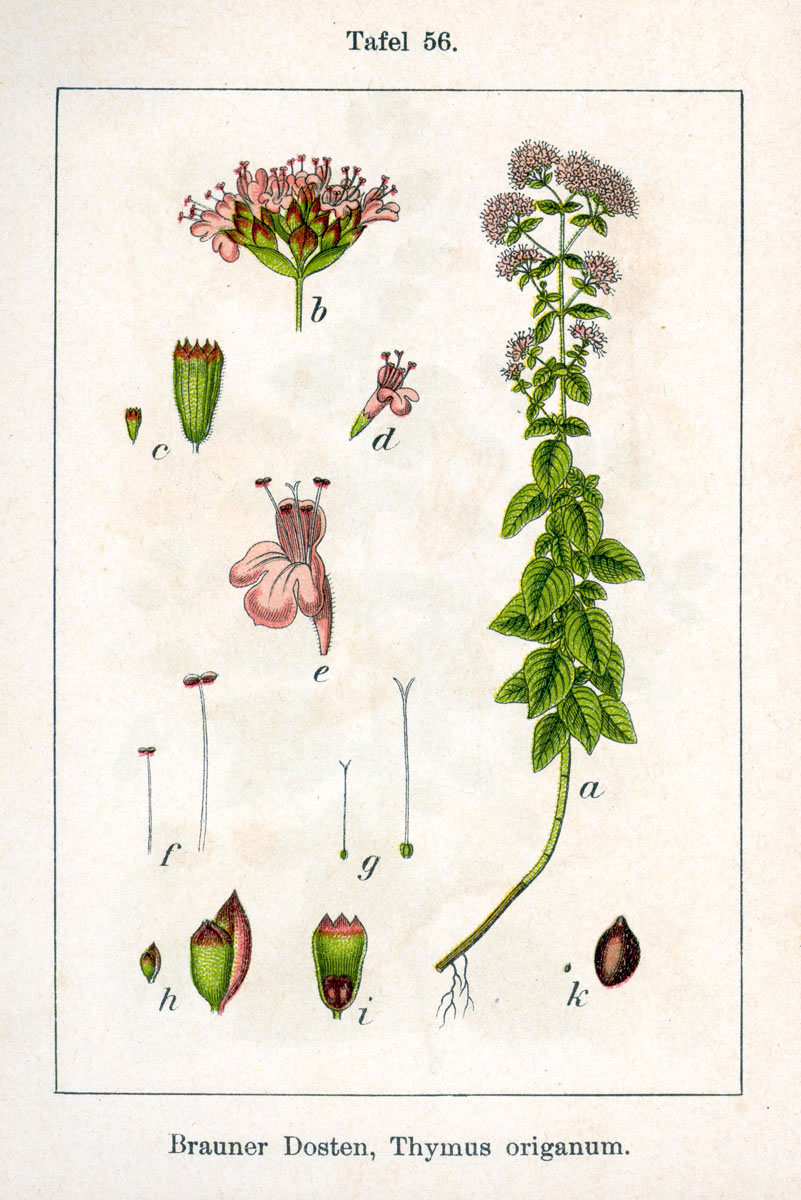
Origanum vulgare.

Elle a été élaborée, vers 1870, par la Distillerie A. Blachère, une des plus anciennes de Provence, qui était alors installée à Avignon. Son créateur, Auguste Blachère, en fit rapidement l'un des  digestifs les plus célèbres de France.
Actuellement installée à Châteauneuf-du-Pape, la distillerie utilise toujours comme base de sa liqueur, la marjolaine ainsi que 60 autres plantes poussant sur le piémont du mont Ventoux. Outre ses qualités digestives, la liqueur semble avoir eu des qualités thérapeutiques, puisqu'elle se révéla efficace contre le choléra qui sévit à Avignon, de juin à juillet 1884.

## Composition
Elle nécessite, en plus de l'origan, une soixantaine de plantes cueillies sur le piémont du mont Ventoux. Leur macération, puis leur infusion, est suivie d'une distillation. La douceur de cette liqueur est obtenue grâce à l'adjonction de miel de Provence.